# Нукапу
Нукапу — один из островов государства Соломоновы острова. Находится в юго-восточной части архипелага, предполагаемая высота местности над уровнем моря составляет 15 метров.
На острове установлен памятник епископу Джону Паттесону, который был убит на Нукапу в 1871 году.

## Население
Население Нукапу составляет около 100 человек.